# Deel

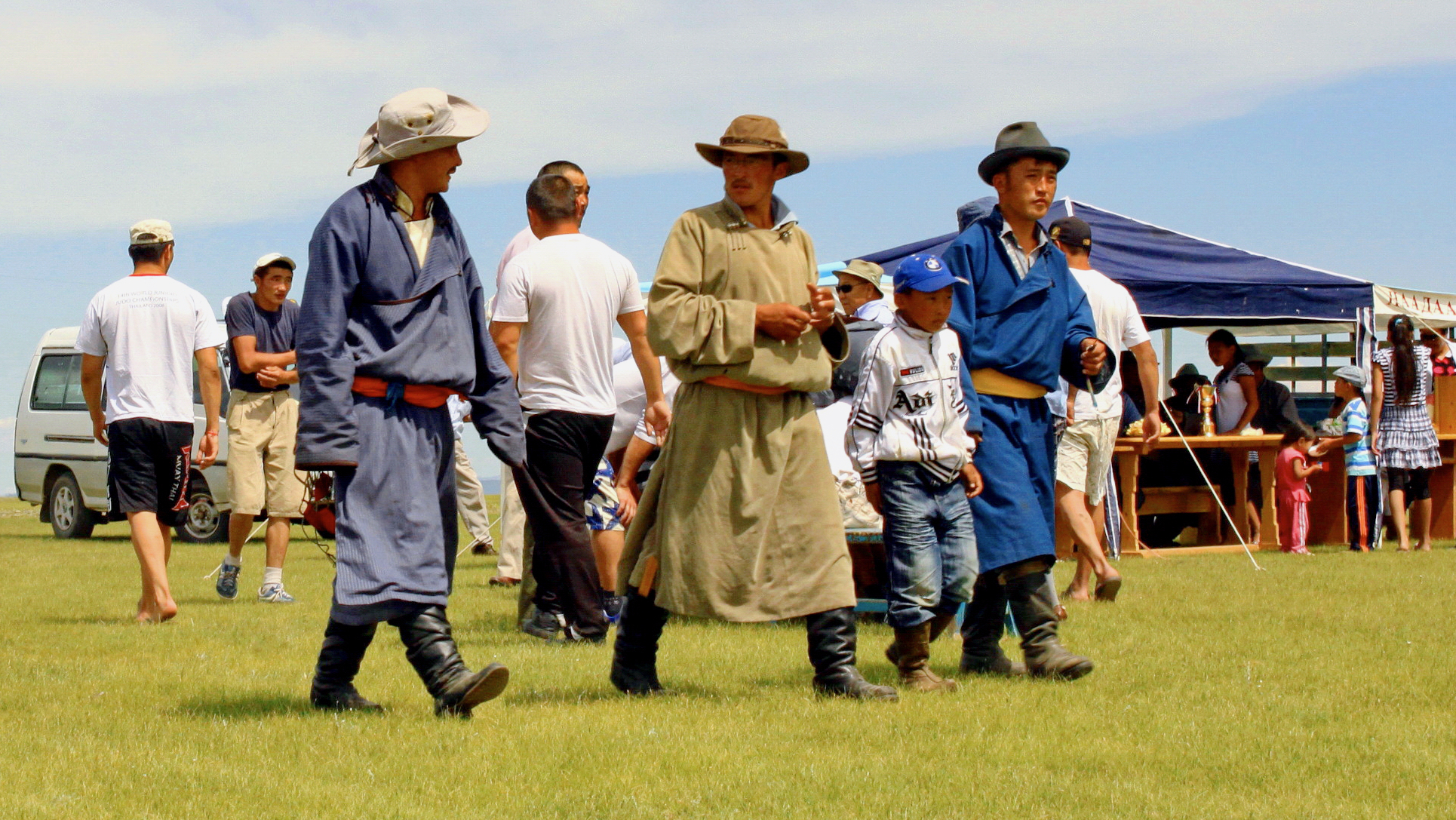
Trois hommes vêtus de deels avant de commencer le Naadam.

Le deel est le costume traditionnel mongol.

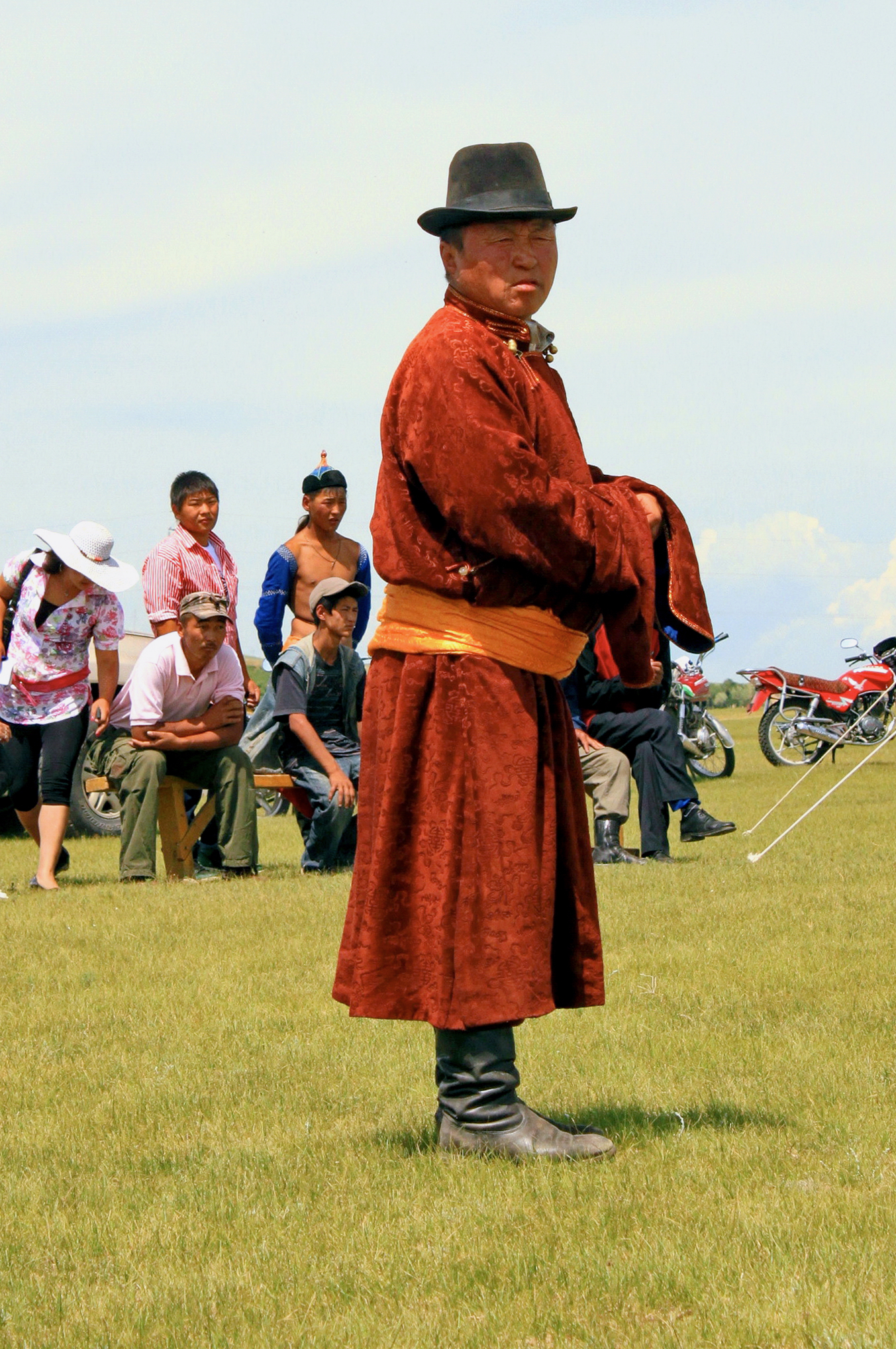
Un homme portant un deel lors d'un Naadam.

Chaque ethnie/tribu possède sa coupe et ses couleurs. Pour compléter la tenue traditionnelle, il faut ajouter un chapeau et une ceinture. La ceinture est faite soit de soie soit en cuir avec des ornements (si possible en argent).